# 愛德華·尤登
愛德華·納什·尤登（Edward Nash Yourdon，1944年4月30日—2016年1月20日），美國軟體工程師，也是程序設計方法學的開拓者之一。愛德華·尤登是1970年代提出結構化分析技術研究的领导者之一，也在1980年代共同提出了針對物件導向分析設計的尤登／懷特海方法（Yourdon/Whitehead method），也在1990年代共同提出Coad／尤登方法學（Coad/Yourdon methodology）。

## 貢獻

### 尤登結構化方法
1980年代尤登提出了尤登結構化方法（Yourdon Structured Method，簡稱YSM），是一種以功能結構為基礎的結構化系統分析及設計方法（SSADM），可以在分析及設計的階段使用。
尤登結構化方法包括三個步驟：可行性研究（feasibility study）、基本建模（essential modeling）及實現建模（implementation modeling）。尤登結構化方法提供了下列幾種模型：
- 行為模型（behavioral model）：用機能、動態及關連的方式陳述系統行為。
- 處理器環境模型（processor environment model，PEM）：陳述處理器硬體中計算機能配置。
- 軟體環境模型（software environment model，SEM）：定義每個處理器的軟體結構及功能。
- 代碼組織模型（code organizational mode，COM）：著重每個任務的模組結構。

尤登結構化方法（YSM）及結構化分析及設計技術（SADT）都是屬於結構化分析的技術中的一種。